# Пономарёв, Анатолий Николаевич
Анато́лий Никола́евич Пономарёв (22 декабря 1906, Ирбит Пермская губерния — 17 февраля 1978, Пермь) — советский ботаник, профессор, заведующий кафедрой ботаники Пермского университета (1957–1978). Один из основоположников антэкологии как особого направления в ботанике.

## Биография
Родился в г. Ирбит Пермской губернии (по другим источникам — в с. Шмаковском Уральской области).
В 1929 году окончил естественное отделение педагогического факультета Пермского университета.
С  1930 по 1933 год возглавлял геоботанический отряд Свердловского Госземтреста.
С 1933 по 1935 год преподавал в Пермском медицинском институте.
С 1935 по 1944 год был доцентом на кафедре ботаники Пермского педагогического института. Читал курс по географии растений. Издал учебник по химической защите (1938), естественно-научный словарь-минимум (1939) и другие работы.
С 1936 года и до конца жизни работал в Пермском университете.
С 1957 по 1978 год — заведующий кафедры морфологии и систематики растений биологического факультета ПГУ.
В 1958 году — доктор биологических наук, в 1960 году — профессор кафедры морфологии и систематики растений ПГУ.

## Научная работа
В исследовательской работе можно выделить два периода.
Первый (с 1936 по 1948) — исследования в области флористики, экологии и географии растений. Кандидатская диссертация (1942) касается происхождения степного элемента во флоре Урала.
Второй (основной) период (1958–1978) посвящен проблеме цветения и опыления растений.
В течение 7 лет (1949–1955) А. Н. Пономарёвым изучалась антэкология посевной люцерны в южной лесостепи Зауралья. Эти исследования выяснили зависимость опыления люцерны от условий погоды и ландшафтно-биоценотической обстановки. К антэкология злаков А. Н. Пономарёв обращался на протяжении более 20 лет. За это время им было изучено около 150 видов хлебных, луговых, лесных, ксерофильных степных злаков и злаков-эфемеров, произраставших в естественных растительных сообществах, в посевах и на делянках коллекционного питомника в Кунгурском заповеднике и около г. Перми.  Сведения по экологии цветения и опыления хлебных и кормовых злаков являлись очень актуальными для работ по гибридизации, селекции, семеноводству кормовых злаков. Высоко оценивается также его вклад в исследование флоры Троицкого заповедника. Отмечается, что именно здесь были выполнены его, ставшие классическими, исследования по экологии цветения и опыления растений.
Исследования в области антэкологии принесли ему мировую известность. На 12-м Международном ботаническом конгрессе в 1975 году были широко представлены его работы и работы его учеников. В настоящее время антэкология как особое направление в ботанике признается всеми учеными.
Под его руководством выполнено и защищено 8 кандидатских диссертаций, посвященных проблеме цветения и опыления растений в ботанико-географическом аспекте.
Опубликовал 80 научных работ. Много внимания и сил отдал организации и постановке научных исследований в Троицком лесостепном заказнике, способствовал становлению его как научного учреждения.
На протяжении ряда лет — редактор "Ученых записок" Пермского государственного университета (серия "Биология"), а с 1975 года по его инициативе и под его редакцией стал выходить межвузовский сборник "Экология опыления".

## Избранные публикации
1. Пономарёв А. Н. О распространении сосновых лесов и сибирской лиственницы по восточной окраине Кунгурской лесостепи. Изв. БНИИ при ПГУ, 12, 2, 1941; 53–65.
2. Пономарёв А. Н. Об относительной стенотопности калькофитов флоры Среднего Урала в связи с их реликтовым характером. Докл. АН СССР, 48, 3, 1945; 216–219.
3. Пономарёв А. Н. Лесостепной комплекс северной окраины Кунгурской лесостепи. Изв. ЕНИ при ПГУ, 12, 6, 1948; 225–233.
4. Пономарёв А. Н. О лесостепном флористическом комплексе Северного и северной части Среднего Урала. Бот. журн., 34, 4, 1949; 381–388.
5. Пономарёв А. Н. К флоре лесостепного Зауралья Уч. зап. ПГУ, 5, 1, 1949, 15–17.
6. Пономарёв А. Н. К флоре Среднего Урала. Изв. ЕНИ при ПГУ, 13, 2–3, 1951; 241–248.
7. Пономарёв А. Н. О лесостепном комплексе и сибирских влияниях во флоре севера Европейской части СССР. Изв. ЕНИ при ПГУ, 4–5, 1952; 315–326.
8. Пономарёв А. Н. Степная растительность Вишневых гор Среднего Урала. Докл. 5-го Всеуральск. совещ. по географии и охране природы Урала, Пермь, 1959. 1–4.
9. Пономарёв А. Н. Элементарные ландшафты абразионно-эрозионной платформы Урала в подзоне разнотравно-ковыльных степей. «Землеведение», 39, 1, 1937; 58–67.
10. Пономарёв А. Н., Зворыгина Л. Ф. К биологии ковылей. Уч. зап. ПГУ, 5, 1, 1949; 63–76.
11. Пономарёв А. Н. К биологии цветения люцерны в южной лесостепи Зауралья. Изв. ЕНИ при ПГУ, 12, 10, 1950; 429–443.
12. Пономарёв А. Н. Дневной ход опыления люцерны. Докл. АН СССР, 91, 6, 1953; 827– 830.
13. Пономарёв А. Н. Влияние засухи на опыление люцерны. Докл. АН СССР, 91, 6, 1953; 1393–1396.
14. Пономарёв А. Н., Букина А. И. Суточный ритм цветения и опыления злаков. Докл. АН СССР, 91, 5, 1953; 1217–1220.
15. Пономарёв А. Н. Нектарность и опыление люцерны. Уч. зап. ПГУ, 8, 4, 1954; 3–17.
16. Пономарёв А. Н. Влияние погоды на опыление люцерны и на биоценотические взаимоотношения одиночных и медоносных пчел в её посевах. Сборн. «Доклады на совещ. по стационарн. геобот. иссл.», Издательство АН СССР, 1954.
17. Пономарёв А. Н. Экология цветения и опыления злаков и люцерны. Ботанический журнал. 39, 5, 1954; 706–720.
18. Пономарёв А. Н. Эффективность самоопыления и перекрестного опыления у люцерны. Уч. зап. ПГУ, 7, 3, 1955; 143–149.
19. Пономарёв А. Н. Динамика плодообразования и опадения завязей и бобов у люцерны в зависимости от хода опыления и условий погоды. Изв. ЕНИ при ПГУ, 13, 9, 1956; 103– 112.
20. Пономарёв А. Н. Биология и экология цветения и опыления посевной люцерны и луговых и степных злаков. Автореферат докт. дисс., Ботан. инстит. АН СССР, 1957; 1– 23.
21. Пономарёв А. Н. О биологической изоляции Festuca sulcata Hack u Festuca pseudovina Hack. Докл. АН СССР, 127, 3, 1959; 710–712.
22. Пономарёв А. Н. Экология цветения и опыления злаков. Научн. докл. высш. школы, Биологические науки. 1, 1960; 80–86.
23. Пономарёв А. Н. Изучение цветения и опыления // Полевая геоботаника. М. ; Л., 1960. Т. 2. С. 9–19.
24. Пономарёв А. Н. Суточный ритм и экология цветения и опыления костра безостого. Научн. докл. высш. школы, 3, 1960; 132–135.
25. Пономарёв А. Н. Клейстогамия у ковылей. Ботанический журнал. 46, 9, 1961; 1229–1236.
26. Пономарёв А. Н. Цветение и опыление злаков. Уч. зап. ПГУ, 1964; 115–176.
27. Пономарёв А. Н., Турбачева Т. П. Взрывчатое и порционное цветение злаков. Докл. АН СССР, 146, 6, 1962; 1437–1440.
28. Пономарёв А. Н. Некоторые приспособления злаков к опылению ветром. Бот. журн., 51, 1, 1966; 28–39.
29. Пономарёв А. Н. К методике проращивания пыльцы злаков на искусственных средах. Уч. зап. ПГУ, 130, 1966; 61–70.
30. Пономарев А. Н. Предмет и некоторые аспекты антэкологии // Вопросы антэкологии. Л., 1969. С. 43–45.
31. Пономарёв А. Н. Ботанические исследования в Пермском университете за 50 лет // Учёные записки Пермского государственного университета. Серия "Биология". Т. № 179. Пермь, 1969. С. 21–40.